# Deklaracja Wiktora Jarońskiego
Deklaracja Wiktora Jarońskiego – deklaracja złożona 8 sierpnia 1914 roku przez posła kieleckiego Wiktora Jarońskiego w Dumie Państwowej. Wygłoszona w imieniu Koła Polskiego, dotyczyła solidarności narodu polskiego z Rosją w jej walce z Niemcami.

## Deklaracja Jarońskiego i jej ocena
Po wybuchu wojny car Mikołaj II wydał 3 sierpnia 1914 roku dekret, wyznaczający nadzwyczajne posiedzenie Dumy i Rady Państwa w dniu 8 sierpnia. Posłowie znajdowali się wówczas na wakacjach; na sesję nie mogli przybyć w szczególności ci, którzy pochodzili z dalszych okręgów.
Na początku sierpnia, w momencie rozpoczęcia wojny, w Piotrogrodzie przebywał poseł z guberni kieleckiej Wiktor Jaroński. Zredagował on krótką deklarację, którą w imieniu Koła Polskiego wygłosił 8 sierpnia na nadzwyczajnym posiedzeniu Dumy:

W chwili historycznej, gdy świat słowiański ze światem germańskim – prowadzonym przez odwiecznego wroga Polski, Prusy – staje do rozstrzygającego starcia, położenie narodu polskiego, pozbawionego samoistności i możności odegrania swej roli jest tragiczne. Tragizm ten dla kraju, będącego teatrem wojny, potęguje się przez to, że naród polski, rozdarty na trzy części, ujrzy swych synów we wrogich sobie nawzajem szeregach.
Rozdzieleni wszakże terytorialnie, my, Polacy, w uczuciach swych, w sympatiach dla Słowian musimy stanowić jedno. Skłania nas do tego nie tylko słuszna sprawa, o którą ujęła się Rosja, ale i rozum polityczny. Wszechświatowe znaczenie chwili obecnej musi usunąć na plan dalszy wszelkie porachunki między nami.
Daj Boże, by Słowiańszczyzna pod przewodem Rosji odparła Teutonów, jak odparła ich przed pięciu wiekami Polska i Litwa pod Grunwaldem.
Oby krew przez nas przelana i okropności bratobójczej dla nas wojny przyniosły połączenie rozdartego na trzy części narodu polskiego.

Deklaracja została bardzo dobrze przyjęta przez Romana Dmowskiego, który napisał o niej później: „Nigdy w życiu żaden nasz krok polityczny tak mię nie ucieszył”. Zwrócił również uwagę na fakt odpowiedzialności, jaką wziął na siebie Jaroński, wygłaszając deklarację samemu, bez konsultacji z pozostałymi członkami Koła Polskiego. Do podobnych wniosków doszedł Marian Seyda: „Lapidarne sformułowanie najistotniejszego postulatu narodu polskiego i śmiałe z nim wystąpienie przed forum rosyjskiej, a zarazem światowej opinii publicznej pozostanie tem większa zasługą Jarońskiego, że nie było wówczas w Piotrogrodzie kolegów jego z Koła poselskiego, tak, że odpowiedzialność spadła na niego samego”.

## Następstwa
W odpowiedzi na deklarację Jarońskiego naczelny wódz armii rosyjskiej Mikołaj Mikołajewicz wydał 14 sierpnia odezwę do Polaków. Została ona sporządzona przez Grigorija Trubeckiego i jego trzech przyjaciół. W pierwotnej formie, w odniesieniu do odradzającej się Polski, zawierała wyraz „autonomia”, który został później zamieniony przez Radę Ministrów na „samorząd”. Odezwa została wysłana w wielu egzemplarzach do Warszawy w celu rozplakatowania. Wydrukowana była jednak jedynie w języku rosyjskim, co znacznie utrudniało możliwość odczytu przez Polaków.
16 sierpnia przedstawiciele czterech ugrupowań: Stronnictwa Narodowo-Demokratycznego, Stronnictwa Polityki Realnej, Polskiej Partii Postępowej i Polskiego Zjednoczenia Postępowego, w odpowiedzi na odezwę Mikołaja Mikołajewicza podjęli, że akt ten ma pierwszorzędną wagę historyczną i jednocześnie wyrazili nadzieję, że po zakończeniu działań wojennych Polska odzyska niepodległość. Osobny telegram dziękczynny do wodza naczelnego podpisali m.in.: Zygmunt Balicki, Roman Dmowski, Władysław Grabski, Wiktor Jaroński i Władysław Reymont.